# Municipio de Lebanon (Pensilvania)
El municipio de Lebanon (en inglés: Lebanon Township) es un municipio ubicado en el condado de Wayne en el estado estadounidense de Pensilvania. En el año 2000 tenía una población de 645 habitantes y una densidad poblacional de 6 personas por km².

## Geografía
El municipio de Lebanon se encuentra ubicado en las coordenadas 41°42′00″N 75°12′59″O / 41.70000, -75.21639.

## Demografía
Según la Oficina del Censo en 2000 los ingresos medios por hogar en la localidad eran de $34,375 y los ingresos medios por familia eran $40,795. Los hombres tenían unos ingresos medios de $30,278 frente a los $18,594 para las mujeres. La renta per cápita para la localidad era de $14,741. Alrededor del 12,7% de la población estaban por debajo del umbral de pobreza.